# Williers
Williers é uma comuna francesa na região administrativa de Grande Leste, no departamento das Ardenas. Estende-se por uma área de 2,26 km². Em 2010 a comuna tinha 44 habitantes (densidade: 19,5 hab./km²).